# نبيل شعث
نبيل علي شعث (وُلد في 9 أغسطس 1938 في صفد –)، سياسي ومصرفي وخبير إدارة وتنمية فلسطيني.

## النشأة والتحصيل العلمي
ولد في صفد من أب كان يعمل مديرًا للبنك العربي في يافا وأم لبنانية.[بحاجة لمصدر] غادر مع والده فلسطين بعد عام 1948 إلى الإسكندرية في مصر، وأكمل دراسته في جامعة الإسكندرية قسم إدارة الأعمال، وذهب بعدها إلى الولايات المتحدة ونال شهادتي الماجيستسر والدكتوراه في إدارة الأعمال من معهد وارتون العالمي للإدارة في جامعة بنسلفانيا. عقب عودته أسس عدة شركات تجارية وعمل مستشارًا اقتصاديًا وإداريًا للعديد من الحكومات العربية، كما عمل في مجال التدريس في الجامعة الأمريكية في بيروت ووصل إلى مرتبه عميد كلية الاقتصاد فيها، كما عمل في الجامعة الأمريكية في القاهرة.

## الحياة العملية
كما كان طوال هذه الفترة يعمل كمستشار لياسر عرفات. بعد إنشاء السلطة الوطنية الفلسطينية عاد إلى غزة وانتخب نائبًا عن خان يونس وعين وزيرا للتخطيط والتعاون الدولي، كما عين في حكومة أحمد قريع نائبًا لرئيس الوزراء ووزيرًا للإعلام.
- في يناير 2020، عيّن الرئيس الفلسطيني محمود عباس، نبيل شعث ممثلًا شخصيًا له، كما تم إعفائه من مهامه كرئيس لدائرة المغتربين بمنظمة التحرير الفلسطينية.[3]

## أوسمة
- في 18 أغسطس 2020، قلد الرئيس الفلسطيني محمود عباس، نبيل شعث النجمة الكبرى من وسام القدس.[4]